# Жибров, Владимир Иванович
Владимир Иванович Жибров (род. 4 марта 1936, Бийск, Западно-Сибирский край) — украинский советский партийный деятель. Депутат Верховного Совета УССР 11-го созыва.

## Биография
Родился 4 марта 1936 года в городе Бийск.
В 1954 году окончил Семипалатинский горный техникум. В 1954—1956 годах — техник-геолог Степной экспедиции на урановых рудниках в Кокчетавской области Казахской ССР. В 1956—1959 годах — служба в Советской армии.
В 1958 году вступил в КПСС.
В 1959—1972 годах — инженер нормативно-исследовательской станции треста «Нововолынскуголь»; участковый нормировщик, заместитель главного инженера шахты № 4 «Нововолынская»; главный инженер шахты № 5 треста «Нововолынскуголь» Волынской области. Окончил Криворожский горнорудный институт.
В 1972—1978 годах — 1-й секретарь Нововолынского городского комитета КПУ Волынской области. Окончил Высшую партийную школу при ЦК КПУ.
В 1978—1981 годах — 1-й секретарь Луцкого городского комитета КПУ Волынской области.
В ноябре 1981 — июле 1987 года — 2-й секретарь Волынского областного комитета КПУ. В июне 1983 — декабре 1984 года — советник ЦК КПСС в Афганистане.
В 1987—1991 годах — руководитель фельдъегерской службы Волынского областного комитета КПУ.
С 1991 года на пенсии. Работал оператором теплового пункта (бойлерной) объединения «Луцктеплокоммунэнерго».